# Jednoduché účetnictví
Jednoduché účetnictví je název pro účetní systém, který zachycuje účetní případy na jednom účtu a jehož cílem je podat přehled o příjmech a výdajích, o majetku a pohybu hospodářských prostředků. Současnou definici tohoto pojmu upravuje zákon 563/1991 Sb., v aktuálním znění dle zákona 609/2020 Sb. a 33/2020 Sb. který je účinný od 1. ledna 2021.
Jednoduché účetnictví mohou vést pouze tyto účetní jednotky: spolky, odborové organizace, organizace zaměstnavatelů, církve, honební společenstva, atd.
Účetní jednotky vedoucí jednoduché účetnictví musí splňovat tyto podmínky:
- nejsou plátci DPH,
- jejich celkové příjmy za poslední uzavřené účetní období nepřesáhnou 3 000 000 Kč,
- hodnota jejich majetku nepřesáhne 3 000 000 Kč.

Přívlastek jednoduché znamená, že se účetní případy nezachycují na dvou účtech, jako je tomu v účetnictví. Jednoduché účetnictví je založené na peněžní bázi. To znamená, že se nesledují výnosy a náklady, ale výdaje a příjmy. Nevýhody tohoto účetního systému jsou nesystémovost a neucelený kontrolní systém.
V jednoduchém účetnictví se používají tyto účetní knihy:
- peněžní deník,
- kniha pohledávek a závazků,
- inventární kniha nebo inventární karty investičního majetku,
- kniha finančního majetku,
- kniha zásob,
- kniha cenin,
- mzdové listy,
- inventární knihy rezerv a
- časové rozlišení.

## Historie
Do konce roku 2003 označoval termín jednoduché účetnictví to, k čemu slouží dnešní daňová evidence, tedy systém účtování pro fyzické osoby, které nejsou účetní jednotkou.